# Glycerolfosfátový člunek

Schéma reakce: šedě je vyznačena mitochondriální membrána

Glycerolfosfátový člunek (též glycerolfosfátové kyvadlo) je metabolická dráha (mitochondriální člunek), při které v buňce dochází k regeneraci redukčního ekvivalentu NADH.
Dráha je především využívána ve tkáních, ve kterých je potřeba rychle metabolizovat glukózu, např. v kosterním svalstvu a mozku. Rovněž byla prokázána vysoká aktivita člunku v létacích svalech hmyzu a v Langerhansových ostrůvcích slinivky břišní.
Během procesu je vodík z NADH přenesen na molekulu dihydroxyacetonfosfátu pomocí enzymu glycerol-3-fosfátdehydrogenasy. Vzniklý glycerol-3-fosfát je reoxidován na vnitřní membráně mitochondrie, kde jsou vodíkové atomy přeneseny na ubichinon a ten je dále zpracováván v dýchacím řetězci. Vzniklý dihydroxyacetonfosfát následně znovu vstupuje do cyklu. Jelikož se jedná o postranní vstup do dýchacího řetězce (samotné NADH do něj nevstupuje), činí výtěžek energie přibližně 2 molekuly ATP.